# أبحاث التمريض
أبحاث التمريض  هي أبحاث توفر الأدلة التي تستخدم لدعم ممارسات التمريض، وقد تم تطوير التمريض كمجال قائم على الأدلة. منذ وقت فلورانس نايتنغيل إلى يومنا هذا، حيث يعمل العديد من الممرضين كباحثين معتمدين في الجامعات كذلك في مجال رعاية الصحة.
   
وتركز أماكن تعليم الممرض على استخدام الأدلة في الأبحاث من أجل تنظيم مداخلات وتدابير الممرض. 
في إنجلترا يمكن للحاكم أن يحدد ما إذا كان الممرض يتصرف بشكل معقول بناءً على ما إذا كان تدخله مدعوماً بالبحث. 
ويندرج بحث التمريض بشكل كبير إلى مجالين:
- 1) البحث الكمي : البحث الذي يعتمد على الوضعية المنطقية والتي تركز على النتائج التي يمكن قياسها وحسابها للمرضى، وتستخدم بشكل عام للإحصائيات. وطريقة البحث المهيمنة هي التجربة ذات الشواهد.
- 2) البحث النوعي: والذي يستند على نموذج الظواهر، والنظرية من الأساس، والانثوغرافيا وغيرها، ويدرس تجرية أولئك الذين يقدمون أو يتلقون الرعاية التمريضية.
- مع التركيز بشكل خاص على المعنى الذي يحمله الشخص.
- .وأساليب البحث الأكثر شيوعاً هي: المقابلات ودراسات الحالة ومجموعات التركيز والانثوغرافيا

 مؤخراً في المملكة المتحدة أصبح عمل البحث العلمي شعبي ومتزايد في التمريض . 

## ممارسات تحسين الجودة المعتمدة على الأدلة
في عام 2008 انشات وكالة ابحاث رعاية الصحة والجودة (AHRQ )، هذا البرنامج لتبادل وتوثيق برامج تحسين جودة الرعاية الصحية، بما في ذلك مئات من ملفات التمريض المتجددة المبتكرة.
كل من ملفات التمريض الواردة في هذه المجموعة يحتوي على تقييم الادلة التي تقيم مدى قوة العلاقة بين الممارسة المبتكرة والنتائج الموضحة في الملف . 